# Ilka Van de Vyver
Ilka Van de Vyver (* 26. Januar 1993 in Dendermonde) ist eine belgische Volleyballspielerin.

## Karriere

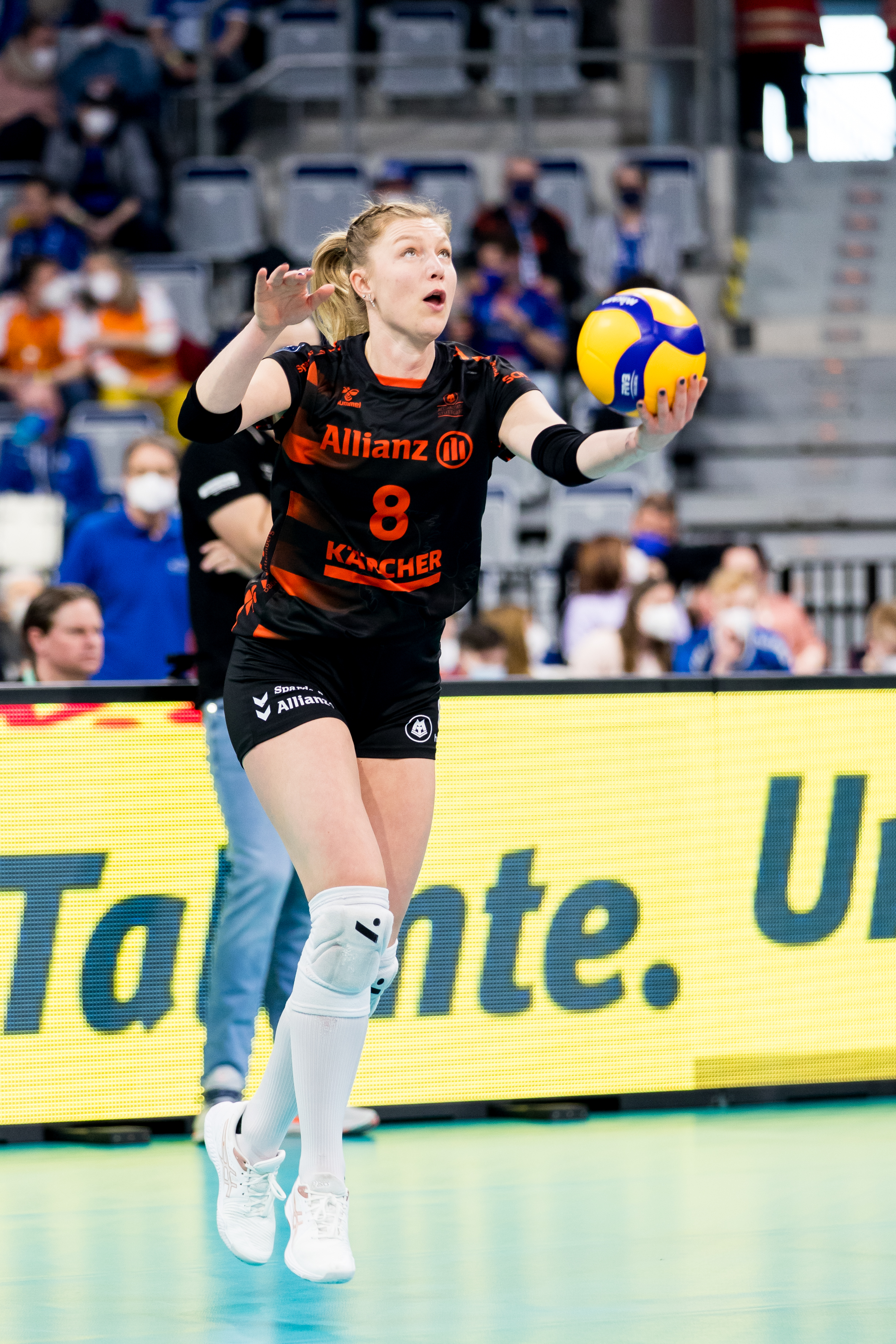
Ilka Van de Vyver 2022 bei Allianz MTV Stuttgart

Ilka Van de Vyver ist die Tochter des belgischen Volleyballtrainers Julien Van de Vyver. Sie begann ihre Karriere an einer Volleyballschule in der Nähe von Brüssel. 2009 ging sie zum belgischen Erstligisten Asterix Kieldrecht. Mit dem Verein gewann die Zuspielerin dreimal in Folge die nationale Meisterschaft sowie 2010 und 2011 den nationalen Pokal. 2011 gab sie ihr Debüt in der belgischen Nationalmannschaft. 2012 wechselte sie zum französischen Verein RC Cannes. Mit Cannes gewann sie ebenfalls drei Meistertitel nacheinander sowie 2013 und 2014 den französischen Pokal. 2015 ging sie zunächst zum italienischen Erstligisten Il Bisonte Firenze, verließ den Verein aber Ende Januar 2016 wieder. Van de Vyver wechselte nach Slowenien zu Calcit Ljubljana und wurde auch dort gleich Meisterin. Es war ihr siebter nationaler Meistertitel in Folge. Außerdem gewann sie mit Ljubljana 2016 den MEVZA-Cup.
2017 wurde Van de Vyver vom deutschen Bundesligisten Rote Raben Vilsbiburg verpflichtet, wo sie bis 2019 spielte. Anschließend wechselte die Zuspielerin zum rumänischen Verein CSM Târgoviște. In der Saison 2021/22 spielte sie bei Allianz MTV Stuttgart, mit dem sie in Deutschland das Double von Meisterschaft und Pokal gewann.